# Nandar Gusnaspe
Nandar Gusnaspe (Namdar Gušnasp) foi governador (marzobã) da Armênia, tendo governado entre 616 e 619. Foi antecedido no governo por Parsenasdates e foi sucedido por Sarablangas.

## Nome
Gusnaspe (Gušnasp) é um nome persa médio formado por gušn (do iraniano antigo *vṛšna-), "macho", e asp, "cavalo". Nesse sentido, significa "aquele com cavalos". Foi registrado em armênio como Vesnaspe (Վշնասպ, Všnasp).